# Canterbury International
Die Canterbury International sind offene neuseeländische internationale Meisterschaften im Badminton. Austragungsort der Titelkämpfe ist Canterbury. Bei den dokumentierten Austragungen 2004 und 2010 konnten Punkte für die Weltrangliste und Preisgeld erspielt werden.

## Die Sieger
| Jahr      | Herreneinzel      | Dameneinzel       | Herrendoppel                 | Damendoppel                  | Mixed                               |
| --------- | ----------------- | ----------------- | ---------------------------- | ---------------------------- | ----------------------------------- |
| 2004      | Nicholas Kidd     | Miyo Akao         | Naoki Kawamae Yusuke Shinkai | Noriko Okuma Miyuki Tai      | Craig Cooper Lianne Shirley         |
| 2005 2009 | nicht ausgetragen | nicht ausgetragen | nicht ausgetragen            | nicht ausgetragen            | nicht ausgetragen                   |
| 2010      | James Eunson      | Erica Pong        | Daniel Gouw Arnold Setiadi   | Emma Chapple Stephanie Cheng | Oliver Leydon-Davis Louise McKenzie |